# Полес
Полес (на гръцки: Πόλλης, Polles) в древногръцката митология е цар на тракийското племе одоманти, източно от Стримон (днешна Струма) по време на Пелопонеската война.
Цар Полес сключва заедно с Пердика от Древна Македония съюз с атинския военачалник Клеон. Той дава голяма войска от наемници на Клеон за боевете против Спарта 422 пр.н.е.